# سقاء (مهنة)

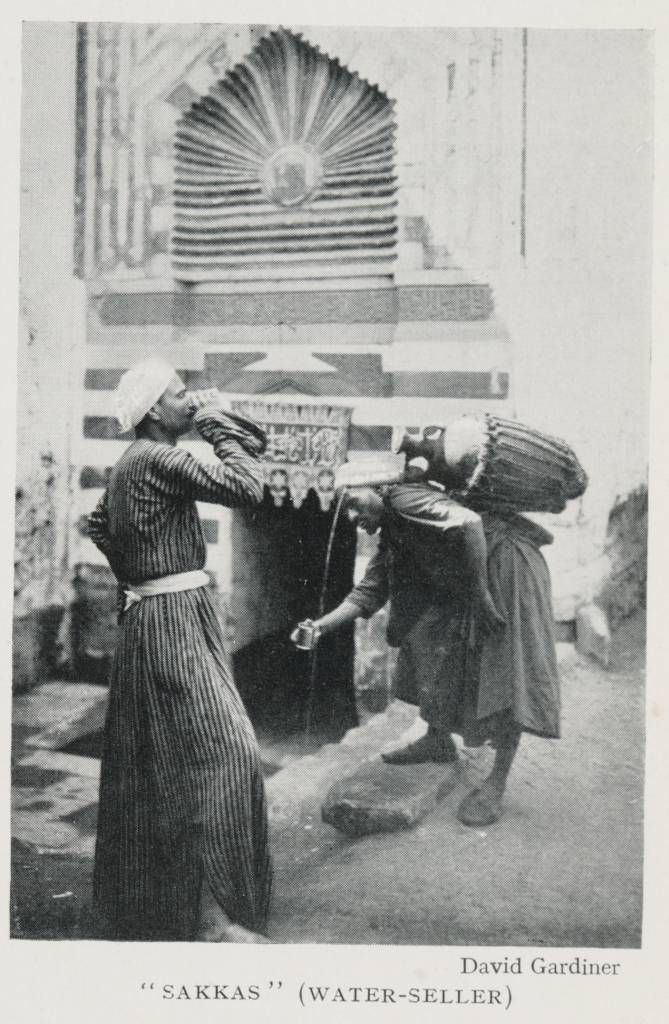
سقّا مصري 1906م

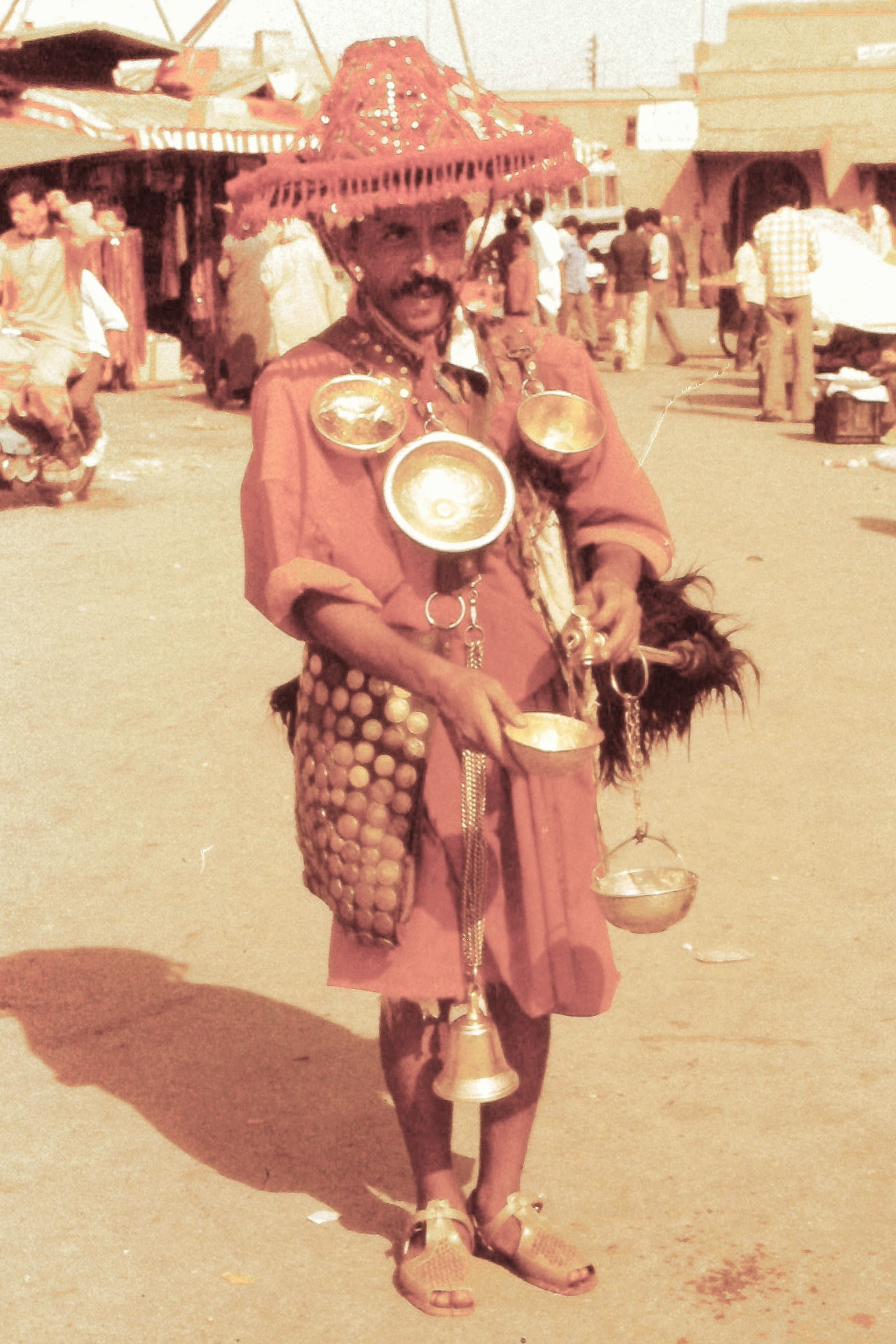
سقاء مغربي

السَّقَّاءُ (الجمع: سَقَّاؤُونَ) وظيفة قديمة عرفت قبل التطور الحضاري بإيصال المياه إلي البيوت والمباني، والسقاء أو السقا هو الشخص المسؤول عن نقل المياه من الخزانات أو الأنهار إلى المساجد والمدارس والمنازل والأسبلة (جمع سبيل) الشرب العامة وذلك لعدم وصول المياه إلى هذه الأماكن لخدمة الأهالي .
- كان السقاؤون يحملون القرب المصنوعة من جلد الماعز على ظهورهم وهي مملوءة بالماء العذب.
- قيل : يلزم للمتقدم لهذة المهمة اجتيازه اختبار مبدئي لكي يلتحق بوظيفة السقاء وهو أن يستطيع حمل قربة وكيس ملئ بالرمل يزن حوالي 67 رطلا لمدة ثلاثة أيام وثلاثة ليالي دون أن يسمح له بالاتكاء أو الجلوس أو النوم !!! [بحاجة لمصدر]